# L'Île des formes
L'Île des formes (Shape Island) est une série d'animation familiale américaine, tirée d'une série de livres pour enfants écrite par Mac Barnett et illustrée par Jon Klassen, produite par Bix Pix Entertainment et diffusée sur Apple TV+ depuis le 20 janvier 2023.

## Synopsis
Située sur une île fictive, la série suit l'histoire de trois formes anthropomorphes : Carré, Cercle et Triangle. Une narratrice ponctue chaque épisode de ses interventions.

## Distribution

### Voix originales
- Harvey Guillén : Carré
- Gideon Adlon : Cercle
- Yvette Nicole Brown : Narratrice
- Scott Adsit : Triangle

### Voix françaises
- Rémi Gutton : Carré
- Philippe Bozo : Triangle
- Jocelyne « Mbembo » Nzunga : la narratrice
- Mélissa Berard : Cercle

Version française parlée et chantée dirigée par Jean-Michel Vaubien au studio Titra Film, d'après une adaptation des dialogues d'Anthony Panetto et une adaptation des chansons de Jean-Michel Vaubien.

## Épisodes

### Saison 1 (2023)
1. Le Très Beau Geste de Carré (Square's Very Kind Gesture)
2. L'Éclipse (The Eclipse)
3. Sacré Farceur, ce Carré (Square's Big Prank)
4. Le projet de Cercle tombe à l'eau (Circle's Plan Falls Apart)
5. Triangle se laisse emporter (Triangle Gets Carried Away)
6. Une journée extra...ordinaire (Square's Different Day)
7. La Journée du triangle (Triangle Day)
8. La Tempête (The Storm)
9. Des bouteilles à la mer (Message in a Bottle)
10. Un petit coin rien qu'à soi (Square's Special Place)
11. Triangle part en solo (Triangle Goes Solo)
12. La Grosse Erreur de Cercle (Circle Makes a Mistake)
13. La Soirée pyjama (Square's Sleepover)
14. La Carotte de la discorde (Growing Pains)
15. Triangle et Carré sortent le grand jeu (Triangle and Square's Big Game)
16. L'Étoile filante (The Shooting Star)
17. La Caverne qui fait peur (Creepy Cave Crawl)
18. La dépression hivernale (The Winter Blues)

## Production
La série est réalisée par Drew Hodges et produite par Mac Barnett, Jon Klassen, Kelli Bixler et Hodges. L'adaptation des livres à l'écran n'a pas été simple mais l'équipe de scénaristes a pu travailler en étroite collaboration avec l'équipe de production de Bix Pix Entertainment.

## Diffusion
La série est sortie à l'international sur Apple TV + en janvier 2023.